# Vicente Luque
Vicente Catta Preta Luque, född 27 november 1991 i Westwood i New Jersey, är en brasiliansk-amerikansk MMA-utövare som sedan 2015 tävlar i organisationen Ultimate Fighting Championship.